# Nemesia hemiptera
Nemesia hemiptera är en flenörtsväxtart som beskrevs av K.E.Steiner. Nemesia hemiptera ingår i släktet nemesior, och familjen flenörtsväxter. Inga underarter finns listade i Catalogue of Life.